# Arsenij Jaceňuk

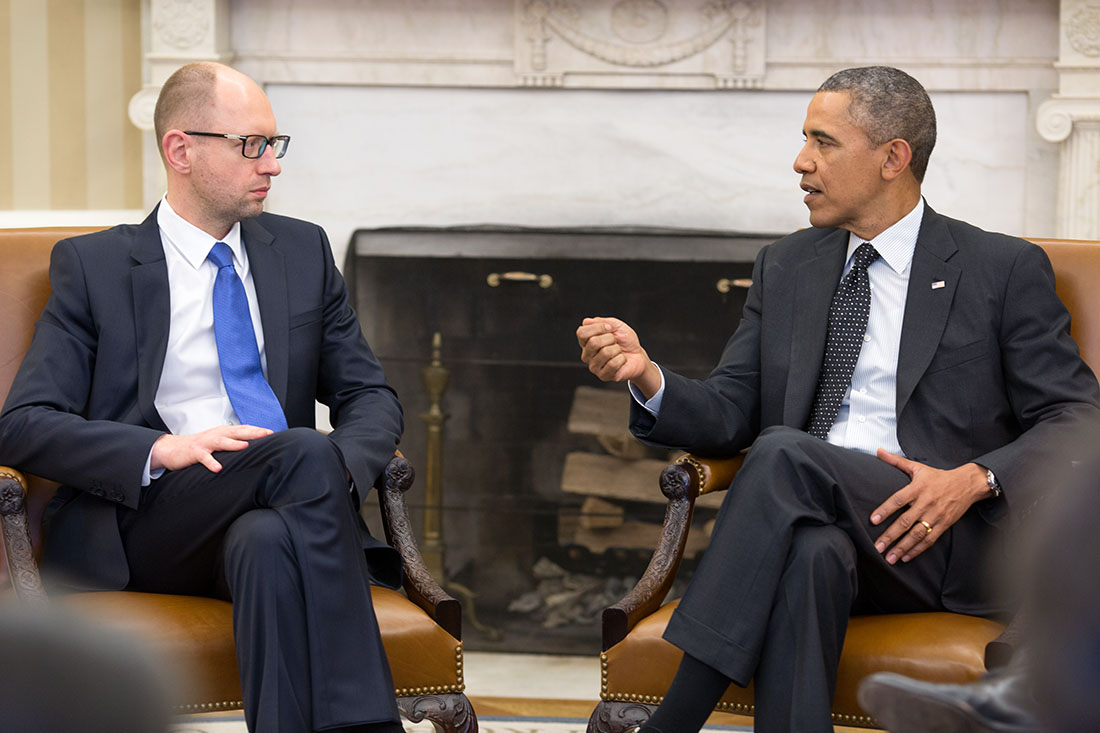
Ukrajinský premiér Arsenij Jaceňuk s prezidentem Spojených států amerických Barackem Obamou (2014)

Arsenij Petrovyč Jaceňuk (ukrajinsky Арсеній Петрович Яценюк; * 22. května 1974 Černovice) je ukrajinský politik, ekonom a právník, který mezi únorem 2014 a dubnem 2016 zastával úřad předsedy vlády Ukrajiny, když vedl svůj první a druhý kabinet.

## Biografie

### Dětství a mládí
Narodil se roku 1974 ve městě Černovice v Černovické oblasti v západní části tehdejší USSR. Jeho otcem byl historik a univerzitní profesor Petr Ivanovič Jaceňuk, jeho matka Marija Grygorivna byla univerzitní učitelkou francouzštiny. Podle mnohých zdrojů má ukrajinsko-židovské kořeny, některé jiné zdroje to však zpochybňují. Má i rumunské předky, kteří se v oblasti usadili v období tzv. Velkého Rumunska.

### Studium a pracovní činnost
V roce 1992 začal studovat právo na Černovické univerzitě. Univerzitní studium dokončil v roce 1996. V letech studia a až do roku 1997 vedl právně-poradenskou kancelář Yurek Ltd. Mezi lety 1998 a 2001 pracoval v bance Aval (dceřiné společnosti rakouské Raiffeisen Bank) v Kyjevě. Roku 2001 dostal místo na institutu pro obchod Kyjevské univerzity.

## Politická kariéra

### Počátky politické kariéry (2001–2005)
Od září do listopadu 2001 sloužil Jaceňuk jako zastupující ministr hospodářství Autonomní republiky Krym; následně až do ledna 2003 byl oficiálním ministrem hospodářství na Krymu. Posléze byl mezi lety 2003 a 2005 viceprezidentem Ukrajinské národní banky pod vedením Serhija Tihipka.

### Ministr hospodářství Ukrajiny (2005–2006)
Mezi březnem a zářím 2005 byl náměstkem guvernéra Oděské oblasti, na toto místo ho jmenoval Vasyl Cuško. Od září 2005 do srpna 2006 poté byl ministrem hospodářství a obchodu celé Ukrajiny, a to ve vládě Jurije Jechanurova. Jaceňuk tehdy vedl rozhovory o přistoupení Ukrajiny do Světové obchodní organizace a o asociaci s Evropskou unií. Od září 2006 byl také poradcem prezidenta Viktora Juščenka.

### Ministr zahraničí Ukrajiny (2007)

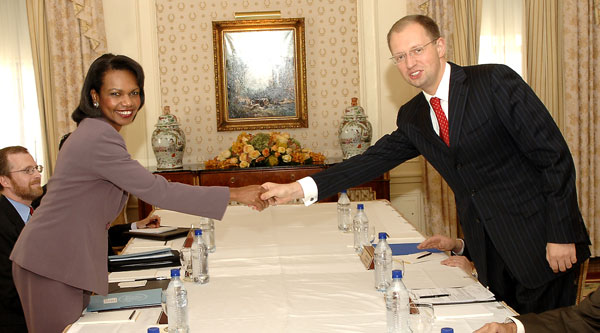
Ukrajinský ministr zahraničí Jaceňuk při setkání s americkou ministryní zahraničí Condoleezzou Riceovou (2007)

Z iniciativy prezidenta Juščenka byl Jaceňuk začátkem roku 2007 navržen na post ministra zahraničních věcí Ukrajiny. Tento návrh byl Verchovnou radou Ukrajiny přijat dne 21. března 2007 většinou 426 hlasů ze 450 možných. Stalo se tak poté, co parlament dvakrát odmítl potvrdit na tomto postu Volodymyra Ohryzka. Jako ministr zahraničí sloužil Jaceňuk do 4. prosince 2007.

### Předseda ukrajinského parlamentu (2007–2008)
V roce 2007 byl za stranu Blok Naše Ukrajina – Národní sebeobrana zvolen do parlamentu (tzv. Verchovna rada). Za Blok Julije Tymošenkové byl pak nominován na předsedu parlamentu. Byl jím zvolen dne 4. prosince 2007, kdy získal 227 hlasů poslanců. Již v září 2008, během politické krize na Ukrajině, nabídl svou rezignaci na tento post. Ta byla přijata v listopadu téhož roku. Současně byl prezidentem Juščenkem odvolán z Rady pro bezpečnost a obranu země. Již v říjnu 2008 prohlásil Jaceňuk, že založí novou politickou stranu, která si vytyčí za cíl provést na Ukrajině rozsáhlé politické a sociální změny.

### Lídr Baťkivščiny a kandidatura na prezidenta (2008–2014)
Brzy poté založil stranu Fronta změny, kterou vedl. Tato strana se v červnu 2013 sloučila se stranou Baťkivščyna (Vlast). Donedávna byl předsedou parlamentního klubu tehdy opoziční strany Baťkivščyna a je nadále jedním z vůdců této strany. Stal se jím jako nástupce její bývalé předsedkyně Julie Tymošenkové, která byla v roce 2010 odsouzena k trestu odnětí svobody. Do roku 2014 byl de facto lídrem ukrajinské politické opozice.
Roku 2010 se v prezidentských volbách ucházel o funkci prezidenta. V prvním kole obdržel 1 711 737 hlasů (6,96 %). Byl tím čtvrtým nejúspěšnějším kandidátem. V parlamentních volbách v roce 2012 kandidoval za opoziční blok Všeukrajinský svaz (Vlast) – (v podstatě Baťkivščyna). Jaceňuk vedl kandidátku strany a stal se předsedou její parlamentní frakce. Pod jeho vedením blok získal 101 mandátů.

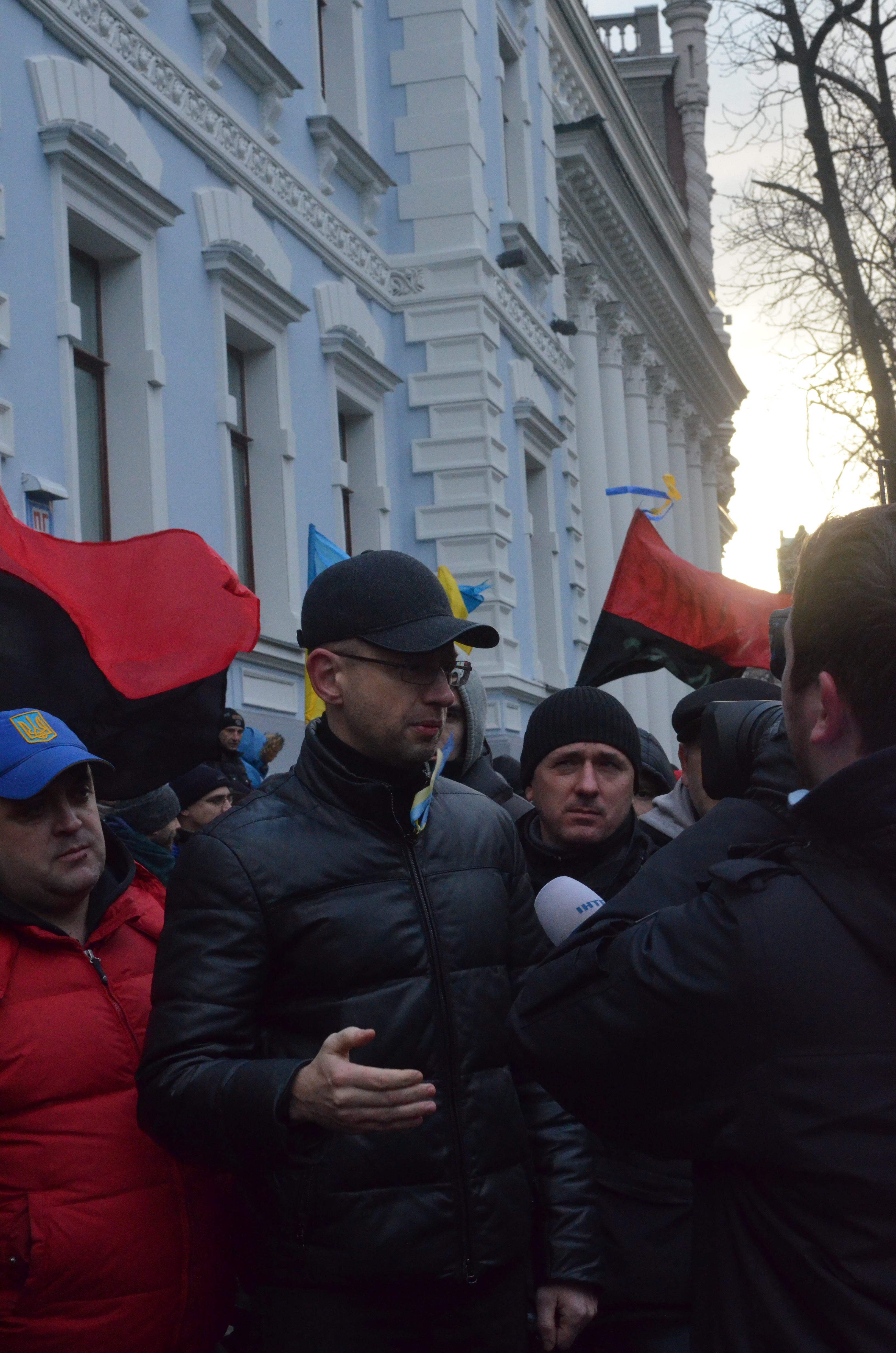
Jaceňuk blokuje sídlo ukrajinské vlády, 2013. V pozadí vlajky UPA.

### Premiér (2014–2016)
V lednu 2014 mu prezident Janukovyč nabídl funkci předsedy vlády, ale Jaceňuk jeho nabídku odmítl a požadoval nové volby. Po protestech na Euromajdanu a následné politické krizi byl dne 27. února 2014 členy parlamentu zvolen předsedou nové vlády (pro něj hlasovalo 371 poslanců). Fungování vlády ale provázely spory, v parlamentu se nedařilo prosadit reformní zákony, jimiž západní finanční instituce podmiňují poskytování potřebných půjček. Dne 24. července 2014 oznámil rezignaci na funkci předsedy prozatímní vlády, ale prezident Petro Porošenko a ukrajinský parlament tuto rezignaci zamítli a Jaceňuk premiérem zůstal. Po parlamentních volbách 2014 stanul v čele druhého koaličního kabinetu.
V polovině února 2016 hlasoval parlament o vyslovení nedůvěry vládě, ta jí sice nebyla vyslovena, ale 18. února přišla koalice po odchodu dvou stran o většinu. V dubnu Jaceňuk na post premiéra rezignoval.

### Názory
Byl proti uznání ruštiny coby druhého úředního jazyka na Ukrajině. Také zastává názor, že se Ukrajina má zapojit do Evropské unie, kterou vnímá jako nositele svobody, ekonomického růstu a modernizace.
Podpořil lustrace státních úředníků a politiků, které by se měly vztahovat asi na milion osob, ale ze kterých je výslovně vyňat prezident Petro Porošenko. Často kritizoval korupci ukrajinských politiků a šedou ekonomiku napojenou na politiky. Stavěl se rovněž proti stávajícím politickým strukturám, které podle něj připomínaly dobu nadvlády komunistů a vedoucích kruhů SSSR nad Ukrajinou. Jaceňuk věří, že je nutné více slyšet na názory lidu. Veškeré vojenské svazky by měly být schvalovány v referendu, to by se týkalo i eventuálního přistoupení Ukrajiny do NATO.
Nepodporuje homosexuální svazky, jako důvod uvedl svou křesťanskou víru – je totiž členem Ukrajinské řeckokatolické církve.

## Vyznamenání
- Řád knížete Jaroslava Moudrého V. třídy – 7. února 2008 – udělil prezident Viktor Juščenko[24]